# Secretaría de Marina

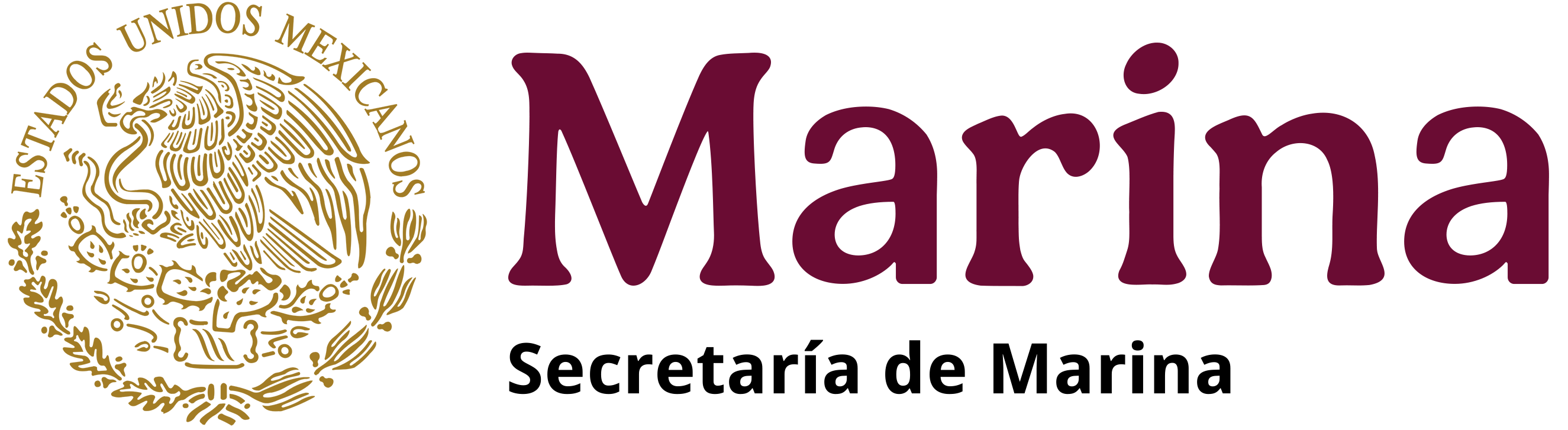
SEMAR

Das Secretaría de Marina (SEMAR) ist das politische „Sekretariat der Marine“ in Mexiko. Als Sekretariat der Regierung ist es vergleichbar mit einem Ministerium einer Staatsregierung und kann daher als das mexikanische Marineministerium bezeichnet werden, das für die mexikanische Kriegsmarine Armada de México zuständig ist. Für die allgemeine Verteidigungspolitik des Landes ist das Secretaría de la Defensa Nacional (SEDENA) zuständig.
SEMAR gliedert sich hauptsächlich in das Untersekretariat der Marine (Subsecretaría) und die oberste Marinekommandantur des Staates (Oficialía Mayor de Marina). Die Seestreitkräfte sind dem Ministerium direkt unterstellt.

## Bisherige Sekretäre
Das Amt eines Secretario (einer Secretaria) der Regierung in Mexiko ist vergleichbar mit dem eines stellvertretenden Ministers einer Staatsregierung.
| Amtsinhaber                       | Amtszeit                          | Präsident                         | Zeitraum                          |
| Secretario / Secretaria de Marina | Secretario / Secretaria de Marina | Secretario / Secretaria de Marina | Secretario / Secretaria de Marina |
| --------------------------------- | --------------------------------- | --------------------------------- | --------------------------------- |
| Heriberto Jara                    | 1941–1946                         | Manuel Ávila Camacho              | 1940–1946                         |
| Luis F. Schaufelberger            | 1946–1948                         | Miguel Alemán Valdés              | 1946–1952                         |
| David Coello                      | 1948–1949                         | Miguel Alemán Valdés              | 1946–1952                         |
| Alberto J. Pawling                | 1949–1952                         | Miguel Alemán Valdés              | 1946–1952                         |
| Raúl López Sánchez                | 1952                              | Miguel Alemán Valdés              | 1946–1952                         |
| Rodolfo Sánchez Taboada           | 1952–1955                         | Adolfo Ruiz Cortines              | 1952–1958                         |
| Roberto Gómez Maqueo              | 1955–1958                         | Adolfo Ruiz Cortines              | 1952–1958                         |
| Héctor Meixueiro                  | 1958                              | Adolfo Ruiz Cortines              | 1952–1958                         |
| Manuel Zermeño Araico             | 1958–1964                         | Adolfo López Mateos               | 1958–1964                         |
| Antonio Vázquez del Mercado       | 1964–1970                         | Gustavo Díaz Ordaz                | 1964–1970                         |
| Luis M. Bravo Carrera             | 1970–1976                         | Luis Echeverría                   | 1970–1976                         |
| Ricardo Cházaro Lara              | 1976–1982                         | José López Portillo               | 1976–1982                         |
| Miguel Angel Gómez Ortega         | 1982–1988                         | Miguel de la Madrid               | 1982–1988                         |
| Mauricio Scheleske Sánchez        | 1988–1990                         | Carlos Salinas de Gortari         | 1988–1994                         |
| Luis Carlos Ruano Angulo          | 1990–1994                         | Carlos Salinas de Gortari         | 1988–1994                         |
| José Ramón Lorenzo Franco         | 1994–2000                         | Ernesto Zedillo                   | 1994–2000                         |
| Marco Antonio Peyrot González     | 2000–2006                         | Vicente Fox                       | 2000–2006                         |
| Mariano Francisco Saynez Mendoza  | 2006–2012                         | Felipe Calderón Hinojosa          | 2006–2012                         |
| Vidal Francisco Soberón Sanz      | 2012–2018                         | Enrique Peña Nieto                | 2012–2018                         |
| José Rafael Ojeda Durán           | 2018–                             | Andrés Manuel López Obrador       | 2018–                             |